# Carlotta Zambelli

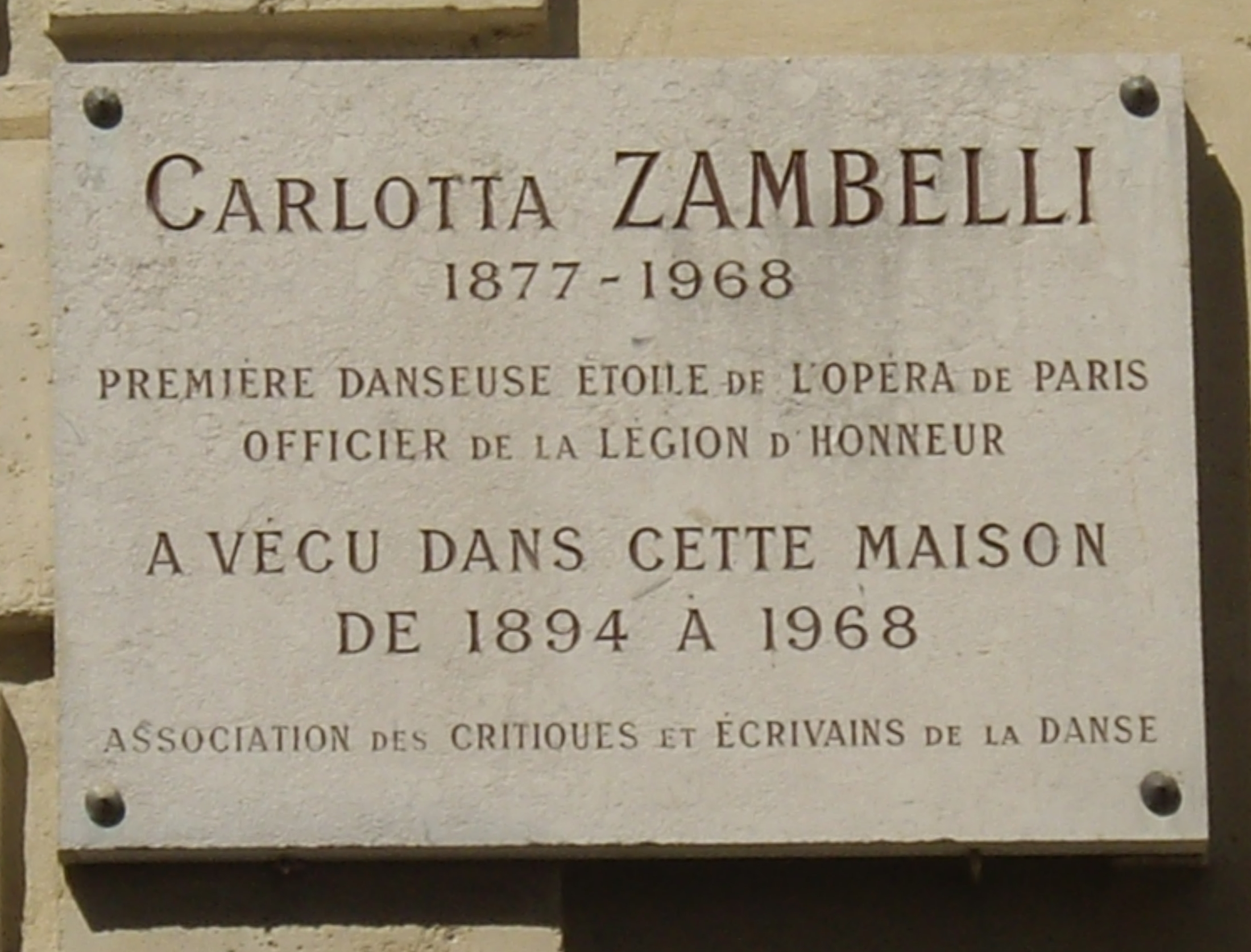
Placa en la calle Chauveau-Lagarde en París, la calle donde vivió.

Carlotta Zambelli (Milán, 4 de noviembre de 1875 - 28 de enero de 1968) fue una bailarina y maestra de ballet italiana. Aparte de un año en San Petersburgo, realizó toda su carrera en París. 

## Biografía
Nació en Milán. Cuando tenía siete años, estudió en la escuela de ballet de La Scala con Cesare Carnesecchi Coppini y Adelaide Viganò. En agosto de 1894, fue descubierta por Pedro Gailhard, director de la Ópera de París, quien la llevó a París junto con su amiga Clotilde Piodi.
Debutó en el Ballet de la Ópera de París en 1894 con el ballet Fausto y triunfó al año siguiente en el divertimento Hellé, impresionando a los parisinos con su técnica italiana y sus fouettés. Cuando Rosita Mauri se jubiló en 1898, Zambelli tomó su lugar, ganando la distinción de prima ballerina.
Fue la última extranjera en ser designada primera bailarina en el Teatro Mariinsky de San Petersburgo, donde obtuvo un gran éxito durante el año que pasó allí en 1901 interpretando los papeles principales en Coppélia, Giselle y Paquita. Luego regresó a París, donde fue bailarina principal en la Ópera hasta su jubilación en 1930. Bailó los roles principales en los estrenos de los ballets Namouna (1908), Javotte (1909), España (1911), Sylvia (1919), Taglioni chez Musette (1920) y Cydalise et le Chèvre-pied (1923).
En 1930 inició su carrera docente en la escuela de ballet de la Ópera, donde había comenzado a enseñar en 1920 y luego fundó la Académie Chaptal. Se retiró de la enseñanza en 1955. Entre sus alumnos más exitosos se encontraban Lycette Darsonval, Yvette Chauviré y Odette Joyeux.
Fue condecorada con la Legión de Honor en 1956. Murió en Milán el 28 de enero de 1968.